# Конституция Республики Крым
Конституция Республики Крым (укр. Конституція Республіки Крим, крымскотат. Къырым Джумхуриетининъ Анаясасы) — основной закон Республики Крым. Принята Государственным Советом Республики Крым 11 апреля 2014 года.
Аннексия Крыма Российской Федерацией не признаётся Украиной и большинством стран-членов ООН.

## История
Работа над проектом конституции Республики Крым велась в течение двух недель конституционной комиссией во главе с первым заместителем председателя Государственного Совета Республики Крым Григорием Иоффе. В состав комиссии по разработке новой конституции вошли члены президиума Государственного Совета Республики Крым Константин Бахарев, Ефим Фикс, Владимир Клычников, Людмила Лубина, Светлана Савченко, депутат Лентун Безазиев, заслуженный юрист Украины Григорий Демидов, специалисты в сфере юриспруденции, политических и исторических наук, экономисты, правоведы.
Конституция была опубликована в официальном органе Государственного Совета Республики Крым «Крымские известия» 12 апреля 2014 года и вступила в силу со дня официального опубликования.
Законом Республики Крым от 20 мая 2022 года № 287-ЗРК/2022 в Конституцию Республики Крым были внесены изменения, в частности, позволяющие главе Республики занимать должность руководителя региона более двух сроков подряд.

## Основные положения
Основные положения Конституции схожи со статьями Конституции России. Согласно новой Конституции, Республика Крым (РК) является демократическим, правовым государством в составе Российской Федерации и равноправным субъектом РФ. Источником власти в РК является её народ — часть многонационального народа РФ. Республика Крым имеет три государственных языка — русский, украинский и крымскотатарский. Высшим должностным лицом является глава республики, который избирается депутатами Госсовета Крыма сроком на пять лет и не может занимать эту должность более двух сроков подряд. Республиканский Госсовет состоит из 75 депутатов. Срок полномочий — пять лет.

## Содержание
Конституция Крыма состоит из преамбулы, 10 глав и 95 статей.
- Глава 1. Основы конституционного строя
- Глава 2. Защита прав и свобод человека и гражданина
- Глава 3. Государственное устройство Республики Крым
- Глава 4. Глава Республики Крым
- Глава 5. Государственный Совет Республики Крым
- Глава 6. Совет Министров Республики Крым
- Глава 7. Судебная власть и прокуратура Республики Крым
- Глава 8. Местное самоуправление
- Глава 9. Принятие Конституции Республики Крым и внесение в неё изменений
- Глава 10. Переходные положения